# Louis Schlaefli
Louis Schlaefli (Neuf-Brisach, 4 dicembre 1938) è un bibliotecario e storico francese naturalizzato svizzero, erudito collezionista e catalogatore di manoscritti e incunaboli antichi.
Dal 1964 è il responsabile della biblioteca del Seminario di Santa Maria Maggiore, a Strasburgo, per il quale ha curato vari cataloghi bibliografici. È autore di oltre cinquecento pubblicazioni, principalmente relativi ai luoghi e alla storia religiosa dell'Alsazia.

## Biografia

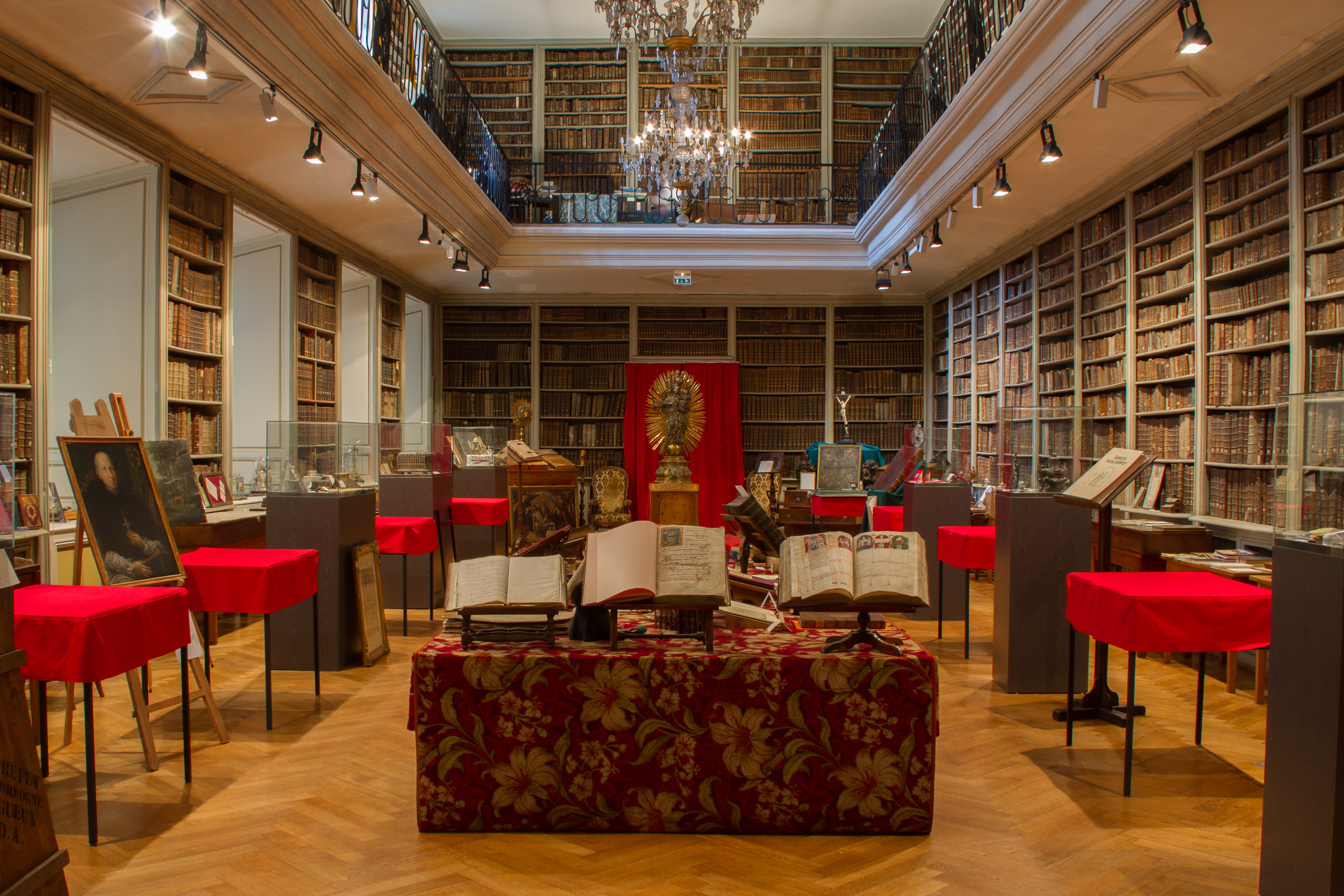
La biblioteca del Seminario Maggiore di Strasburgo, della quale Schlaefli è il conservatore dal 1964

La sua carriera lavorativa si svolse fra il 1957 e il 1998 al Collegio Episcopale Saint-Étienne di Strasburgo, nel quale insegnò latino e francese, oltre a ricoprire vari incarichi direttivi. Ritiratosi nel 1999, pubblicò un catalogo sistematico della storia dell'istituto, oltre a una biografia data alle stampe nel 2011.
A partire dal 1964, iniziò a collaborare come volontario all'antica biblioteca del Seminario Maggiore di Strasburgo, che all'epoca conteneva più di 50.000 titoli. Divenutone il bibliotecario, poté dedicarsi alla catalogazione di antiche raccolte e manoscritti. La scoperta di 167 incunaboli e post-incunaboli inediti fu integrata nel '94 in una revisione del catalogo generale predisposto quarant'anni prima da François Ritter.
L'anno successivo seguì la pubblicazione di un poderoso catalogo di 3.300 titoli del XVI secolo appartenenti al Seminario Maggiore di Strasburgo Dal 1998 curò la pubblicazione di un secondo catalogo, contenente documenti personali e riservati di esponenti della gerarchia ecclesiastica. Nel 2002, diede alle stampe il catalogo dei fondi archivistici del XV, XVI e XVII secolo, ospitati del Convento della Divina Provvidenza a Ribeauvillé.
Parallelamente all'opera di bibliotecario, fin dal 1968 si dedicò anche all'attività di storico all'interno della Società di Storia e Archeologia di Molsheim, della quale fu eletto presidente nel 1986, e presidente onorario nel 2002. Nel 1985 fu tra i membri fondatori della Società Storica di Hardt e Ried, con sede a Biesheim nel dipartimento dell'Alto Reno, sua regione nativa. 

Assistito da un gruppo di volontari, si spese per il restauro dell'antico monastero certosino della città, non riuscendo tuttavia ad ottenere l'auspicata apertura di un museo delle arti e delle tradizioni religiose dell'Alsazia.
Nel 1964 sposò Véronique Muller, con la quale ebbe tre figli. Il suo interesse per la religiosità popolare si è combinato con un impegno umanitari, concretizzatosi a partire dal 1982 nella partecipazione a una quarantina di missioni in Polonia, Libano, Romania e nell'ex-Jugoslavia..

## Riconoscimenti
A partire dal 1994, Louis Schlaefli ottenne i seguenti riconoscimenti:
- 1994: Cavaliere dell'Ordine delle Palme accademiche
- 1998: Medaglia d'oro dell'Ordine al merito della Repubblica di Polonia
- 2000: Premio onorario della Società degli Amatori di Vieux-Strasbourg
- 2003: Cavaliere dell'Ordine delle arti e delle lettere
- 2006: Medaglia d'onore della municipalità di Malsheim
- 2017: Medaglia d'onore della municipalità di Strasburgo